# Lucius Catius Celer
Lucius Catius Celer war ein im 3. Jahrhundert n. Chr. lebender Angehöriger des römischen Senatorenstandes.
Celer war unter Gordian III. (238–244) Statthalter der Provinz Thracia; das Reskript Codex Iustinianus I 54, 3 ist vermutlich an ihn als Statthalter gerichtet. Etwa um 240/241 wurde er Suffektkonsul. Durch zwei Inschriften, die auf 242 datiert sind, ist belegt, dass er Statthalter (Legatus Augusti pro praetore) in Moesia superior war.
Es ist unsicher, ob er mit Lucius Catius Celer, einem praetor urbanus identisch ist, der in Ostia Antica eine Inschrift errichten ließ. Laut Hans-Georg Pflaum ist der praetor urbanus mit dem Statthalter von Moesia superior identisch. Wahrscheinlich war Celer ein Nachkomme von Publius Catius Sabinus.
Sein Name wurde früher als Catius Celer oder Quintus Atius Celer gelesen.